# La cucaracha
Pour les articles homonymes, voir La cucaracha (homonymie).
La cucaracha (Le Cafard en espagnol) est une chanson traditionnelle de langue espagnole et originaire d'Espagne.

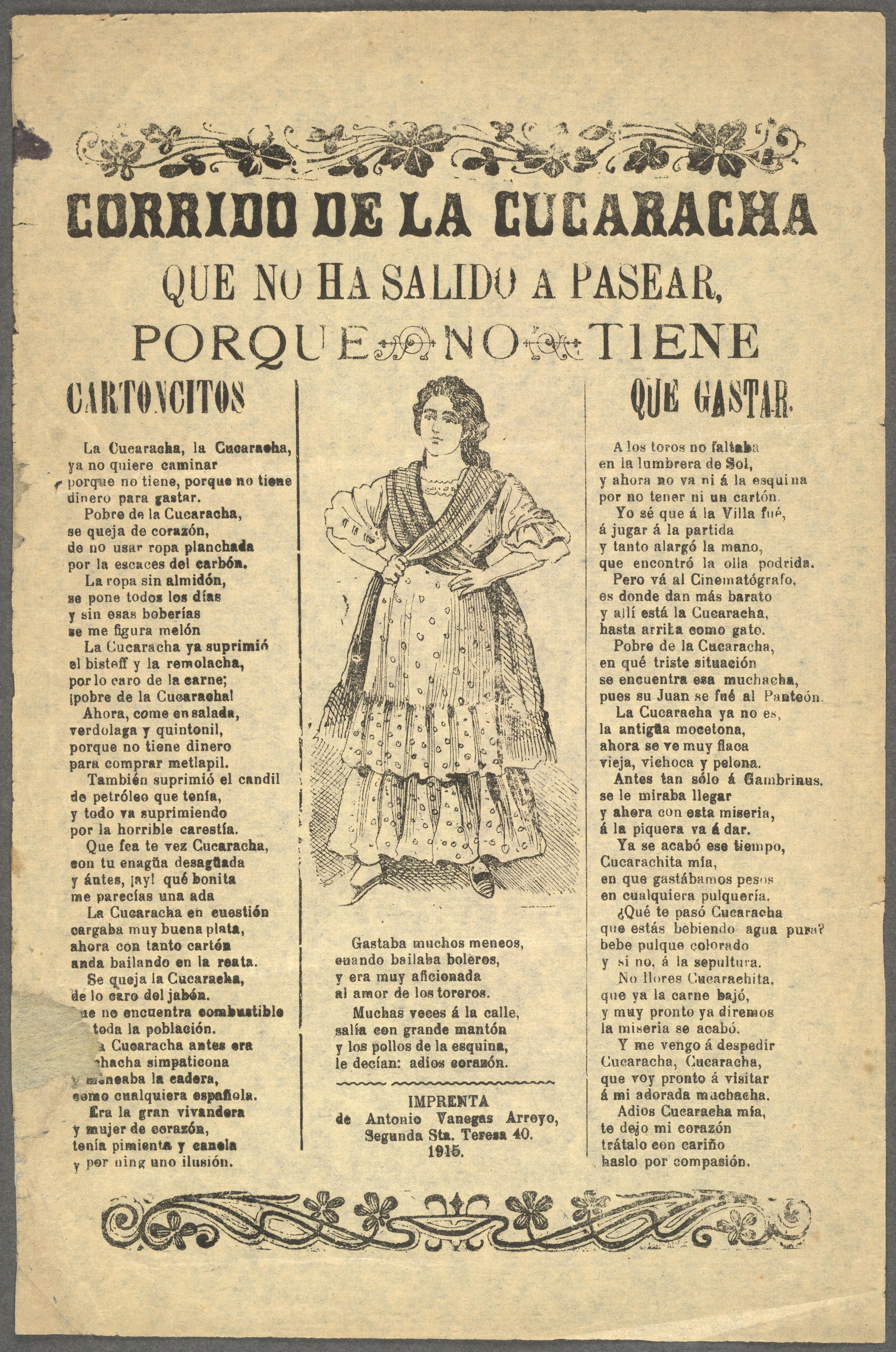
Hoja suelta (« feuille volante »), page imprimée publiée en 1915 par l'éditeur (1852-1917), illustrée par une gravure de José Guadalupe Posada.

Introduite au Mexique par les Espagnols au moins depuis 1818, elle fut chantée par les partisans du président de la République mexicaine Benito Juárez qui combattaient le gouvernement de l'empereur Maximilien et par certaines factions au début du XXe siècle durant la guerre civile mexicaine[réf. non conforme].
Certaines strophes sont à la gloire du général juariste Porfirio Díaz, héros de la guerre contre les Français.

## Histoire
En espagnol, le mot cucaracha désigne une blatte ; il désignait aussi (à l'époque) la marijuana ou une cigarette de marijuana.
La version affichée en haut à droite de l'article n'est pas une version « politique » et ne fait pas référence à un acteur de la guerre civile ; datée de 1915, elle est postérieure au départ de Victoriano Huerta (août 1914) ; elle a peut-être été éditée durant la présidence d'Eulalio Gutiérrez, ou encore après la victoire militaire de Carranza sur Villa.
La version mexicaine ne nomme à aucun moment Victoriano Huerta par son nom mais uniquement par son surnom « la cucaracha », surnom dû au fait qu'il portait des lunettes noires à cause d'une maladie des yeux contractée lors d'une campagne militaire, à sa façon de marcher parfois hésitante attribuée à sa dipsomanie, le fait qu'il était peut-être toxicomane et portait, lorsqu'il n'était pas en uniforme taché de graisse et de vin, une redingote qui accentuait encore sa ressemblance avec cet insecte. Il est aussi possible qu'elle fasse référence à Pancho Villa en voiture, dont les bras et les jambes dépassaient du véhicule ; une autre version serait que le cafard soit la voiture elle-même, un tacot fatigué qui tombait souvent en panne.
Venustiano Carranza y est par contre cité par son nom (voir paroles en fin d'article).
Dans certains de ses couplets, les paroles prennent à partie personnellement Venustiano Carranza, adversaire de Doroteo Arango Arámbula alias Pancho Villa durant la guerre civile opposant les révolutionnaires pour le pouvoir.
Selon l'Espagnol Francisco Rodríguez Marín dans son livre de 1883, les premières apparitions de la musique de La cucaracha avec des strophes différentes datent du temps de la guerre contre les maures d'Espagne, soit avant 1492 :
« De las patillas de un moro

Tengo que hacer una escoba
Para que barra el cuartel

De la infantería española »
Elle fut aussi chantée en Espagne entre 1871 et 1873 pendant la seconde des guerres carlistes.
« Del pellejo de Amadeo (Amédée Ier d'Espagne)
Tengo que hacer una bota
para que Don Carlos lleve

El vino para su tropa »
Au Mexique, l'écrivain José Joaquín Fernández de Lizardi (1776-1827) mentionne cette chanson dans son livre La Quijotita y su prima en 1818 il y dit aussi que c'est un capitaine de marine espagnol qui fit connaitre cette chanson aux Mexicains.
« Un capitán de marina

Que vino en una fragata
Entre varios sonesitos

Trajo el de la cucaracha »
Au temps du Second Empire mexicain soutenu par la France et ses troupes, les armées républicaines de Benito Juárez et les guérilleros sous les ordres de Porfirio Diaz en lutte contre l'empereur Maximilien la chantèrent aussi :
« Con las barbas de Forey (Élie-Frédéric Forey)

voy hacer un vaquerito
Pa'ponérselo al caballo

Del valiente don Porfirio (Porfirio Díaz) »
Après le 22 février 1913, date de l'assassinat du vice-président Pino Suárez et du président Francisco I. Madero, les paroles de La cucaracha furent changées pour s'adapter aux événements ; c'est à partir de cette date que les partisans de Madero commencent à brocarder le général Victoriano Huerta :
| « Ah y tengo que agregar que a mi me llaman Victoriana Huerta porque soy cucaracha Uso el nombre que con orgullo porqué me lo puso mi general Francisco Villa Porque mi nombre verdadero es Victoriana Blatteria (sic) Periplaneta americana Y para ustedes que son mis amigos soy la Cuca » | « [Ah, et je dois ajouter que moi on me nomme Victoriana Huerta parce que je suis un cafard] [J'use de ce nom avec fierté parce c'est mon général Francisco Villa qui me l'a donné] [Parce que mon vrai nom est Victoriana Blatteria Periplaneta Americana] [Et pour vous qui êtes mes amis je suis la Cuca] » |

Les versions des troupes villistes en conflit avec Venustiano Carranza ajoutèrent entre autres :
« Con las barbas de Carranza

Voy hacerme una toquilla
Pa'ponérsela al sombrero

De su padre Pancho Villa »
Quand le général Emiliano Zapata entra à son tour en conflit avec Carranza, on y ajouta :
« De las barbas de Carranza

voy hacerme un calabrote
para amarrar el caballo

de mi general Coyote »
Allusion au général Nabor Mendoza (es), partisan de Zapata.
Il n'y a pas de paroles officielles mais une version plus ou moins classique. Chaque camp ou parti y ajouta ses propres paroles selon son idéologie, l'humeur ou les vicissitudes du moment.
La cucaracha n'est pas non plus un chant révolutionnaire ni militant, mais un chant qui fut aussi chanté pendant la guerre civile mexicaine qui suivit la révolution contre Porfirio Díaz ; ce n'est pas non plus une chanson folklorique, mais comme elle est connue à l'étranger ; elle était chantée aux touristes.
Les paroles connues actuellement sont une version très édulcorée de ce qui se chantait à l'époque.

## Paroles
Cette version est celle des villistes (partisans de Francisco Villa) en lutte contre d'autres révolutionnaires, les carrancistes (partisans de Carranza). Elle est donc postérieure au 10 octobre 1914.
| Refrain : La cucaracha, la cucaracha, Ya no puede caminar ; Porque no tiene, porque le falta Marihuana que fumar | Refrain : Le cafard, le cafard, Ne peut plus marcher ; Parce qu'il n'a pas, parce qu'il lui manque De la marijuana à fumer                |
| Ya se van los Carrancistas, Ya se van para Perote, Y no pueden caminar, Por causa de sus bigotes.                | Voici que les Carrancistes s'en vont Ils s'en vont enfin à Perote Et ils ne peuvent pas marcher À cause de leurs moustaches               |
| (Refrain) | (Refrain) |
| Con las barbas de Carranza Voy (a) hacer una toquilla Pa(ra) ponérsela (a)l sombrero Del señor Francisco Villa   | Avec les barbes de Carranza Je vais faire une cordelière Que je mettrai au chapeau De monsieur Francisco Villa (connu comme Pancho Villa) |

## Quelques interprètes
- Louis Armstrong (1935)
- Jean Oberlé a fait du refrain de La cucaracha un slogan célèbre contre le régime de Vichy pendant la Seconde Guerre mondiale. Sur les ondes de Radio Londres, c'est Pierre Dac qui l'entonnait : « Radio-Paris ment, Radio-Paris ment, Radio-Paris est allemand » (6 septembre 1940)
- Bill Haley (1966)
- Doug Sahm
- James Last (1999)
- Les Négresses vertes
- Charlie Parker
- Speedy Gonzales
- Motivés !
- Lila Downs
- Los Machucambos
- André Dussollier la chante a cappella dans le film Les Reines du ring (2013)
- Serge Utgé-Royo
- Annie Cordy dans une version parodique « La coupe à Ratcha » en 1981